# Jestem jaki jestem
Jestem jaki jestem – reality show nadawane w stacji TVN w latach 2003–2004. Głównym bohaterem programu był Michał Wiśniewski, lider zespołu Ich Troje. Program miał na celu pokazanie „ludzkiej twarzy” kontrowersyjnego artysty.
Pierwszą edycję programu emitowano codziennie (relacje z domu oraz koncertów) oraz w niedziele (Jestem jaki jestem – Ring), kiedy następowało podsumowanie tygodnia. Druga edycja programu nadawana była tylko w sobotnie wieczory ze studia Ringu. W odcinkach na żywo gościły osobistości znane z estrady czy polityki. Pierwszą edycję prowadził Hubert Urbański, a drugą Andrzej Sołtysik.
Partnerem medialnym programu było Radio Zet. Niedzielne wydania programu oglądało średnio 4,4 mln telewidzów. 
Właściciel formatu sprzedał licencję brytyjskiej telewizji, a bohaterem programu miał być Robbie Williams. Nie doszło jednak do realizacji reality show, ponieważ nie wynegocjowano honorarium dla piosenkarza.
Michał Wiśniewski w 2023 zrealizował na kanale YouTube serię Jestem jaki jestem 3, czyli Wiśnia buduje, która jest inspirowana reality show z 2003.

## Fabuła
Michał Wiśniewski przeprowadził się z ówczesną żoną Martą Wiśniewską i ich synem, Xavierem, do pełnej kamer willi przy ul. Stanisława Noakowskiego 11 w podwarszawskim Józefowie.
W programie przeprowadzono również konkurs dla wokalistów „Drzwi do kariery”, w którym wystartowali m.in. Maciej Starnawski, Paulla i Iwan Komarenko. Najciekawsze fragmenty oraz niewyemitowane ujęcia programu emitowano w cotygodniowym programie Jestem jaki jestem – Extra w soboty o 20:30, na antenie TVN Siedem. W odcinkach na żywo gościły również osobistości świata show-biznesu i polityki, m.in. Maciej Maleńczuk, Edyta Górniak, Piotr Najsztub, Krzysztof Rutkowski, Gabriel Fleszar, Jacek Łągwa, Anna Świątczak, Justyna Majkowska, Ewa Minge, Maja Sablewska, Violetta Villas, Maciej Starnawski, Paweł Konnak, Andrzej Lepper czy Hanna Bakuła.

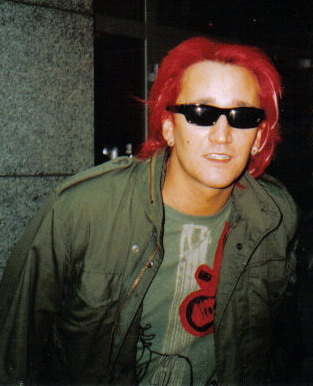
Michał Wiśniewski

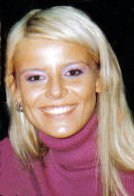
Marta Wiśniewska

W drugiej edycji programu następowało podsumowanie tygodnia, występ Wiśniewskiego i zaproszonego gościa oraz konfrontacja słowna z kolejnym gościem w studiu. Nadano również grę w ruletkę Wiśniewskiego z przypadkowymi ludźmi.

## Spis edycji
| Edycja | Sezon       | Odcinki    | Premiera     | Finał           | Pora emisji                                                           |
| ------ | ----------- | ---------- | ------------ | --------------- | --------------------------------------------------------------------- |
| 1.     | wiosna 2003 | 1–13 (13)  | 2 marca 2003 | 8 czerwca 2003  | poniedziałek, środa, 20:40, sobota 21:45 niedziela 20:30 sobota 20:00 |
| 2.     | wiosna 2004 | 14–26 (13) | 8 marca 2004 | 13 czerwca 2004 | poniedziałek, środa, 20:40, sobota 21:45 niedziela 20:30 sobota 20:00 |